# 阿洛依氏魮
阿洛依氏魮（学名：Barbus aloyi）為輻鰭魚綱鯉形目鯉科魮屬的其中一個種。該物種分布於非洲赤道幾內亞，生活在淡水流域，體長可達3.8公分。

## 扩展阅读
維基物種上的相關：阿洛依氏魮